# La Cheminante
La Cheminante est une ancienne maison d'édition fondée en 2007 par Sylvie Darreau, initialement à Dakar au Sénégal, mais basée depuis 2008 à Ciboure, au Pays basque français. Ses locaux, installés dans un lieu historique de la ville, se doublaient d'un espace de rencontres littéraires : La Poterie.
La maison fait désormais partie du groupe Métaphore Diffusion, qui gère les droits de diffusion de ses anciens titres édités mais qui a cédé ses activités en tant qu'éditeur ; le groupe exploite désormais la marque La Cheminante pour promouvoir et diffuser ses autres activités liées à l'événementiel culturel, dont le festival du film de Porretta Terme (it) qui s'est tenu en 2020 dans diverses salles d'Italie et d'ailleurs, dont la salle de La Poterie de Ciboure, devenue salle de spectacle, d'exposition et de rencontres multiculturelles.

## Description
Après des études de philosophie et une carrière dans l'édition, en France et à l'export, Sylvie Darreau crée sa société, Métaphore Diffusion. Son cœur de métier est l'édition avec La Cheminante. Lancée en 2008, la production compte désormais plus d'une centaine de titres, au rythme d'une dizaine par an.

## Prix littéraires
- 2017 : Beata Umubyeyi Mairesse, Lézardes : Prix littéraire de l'Estuaire, décerné par l'ASLEM. Prix du Livre Ailleurs, pour ses deux ouvrages, Ejo et Lézardes.
- 2016 :
  - Beata Umubyeyi Mairesse, Ejo : Prix littéraire François Augiéras.
  - Maï-Do Hamisultane-Lahlou, Santo Sospir : Prix Découverte Sofitel Tour Blanche de Casablanca.
  - Hemley Boum, Les Maquisards : Grand Prix d'Afrique noire, décerné par l’ADELF. Prix du Livre engagé du Cercle des Amis des Écrivains Noirs Engagés, remis par La CENE Littéraire.
- 2015 :
  - Lamia Berrada-Berca, Kant et la petite robe rouge : Prix des Lycéens de Villeneuve-Sur-Lot.
  - Marc Alexandre Oho Bambe, Le Chant des possibles : Prix Paul Verlaine de l’Académie française.
- 2014 : Marc Alexandre Oho Bambe, Le Chant des possibles : Prix Fetkann de poésie 2014.
- 2013 : Hemley Boum, Si d’aimer : Prix Ivoire 2013.
- 2009 : Maryvette Balcou, Le raccommodeur de poussières : mention spéciale du Prix littéraire des Océans Indien et Pacifique, décerné par l’ADELF.